# Armene hissarica
Armene hissarica es una especie de mantis de la familia Mantidae.

## Distribución geográfica
Se encuentra en Tayikistán.